# Kulm (Dakota del Nord)
Kulm és una població dels Estats Units a l'estat de Dakota del Nord. Segons el cens del 2000 tenia 422 habitants.

## Demografia
Segons el cens del 2000, Kulm tenia 422 habitants, 214 habitatges, i 123 famílies. La densitat de població era de 509,2 hab./km².
Dels 214 habitatges en un 17,3% hi vivien nens de menys de 18 anys, en un 53,3% hi vivien parelles casades, en un 2,8% dones solteres, i en un 42,1% no eren unitats familiars. En el 40,7% dels habitatges hi vivien persones soles el 29,4% de les quals corresponia a persones de 65 anys o més que vivien soles. El nombre mitjà de persones vivint en cada habitatge era d'1,97 i el nombre mitjà de persones que vivien en cada família era de 2,63.
Per edats la població es repartia de la següent manera: un 16,4% tenia menys de 18 anys, un 4,7% entre 18 i 24, un 16,6% entre 25 i 44, un 22,7% de 45 a 60 i un 39,6% 65 anys o més.
L'edat mediana era de 56 anys. Per cada 100 dones de 18 o més anys hi havia 88,8 homes.
La renda mediana per habitatge era de 25.125 $ i la renda mediana per família de 29.643 $. Els homes tenien una renda mediana de 29.583 $ mentre que les dones 16.607 $. La renda per capita de la població era de 19.904 $. Entorn del 7,7% de les famílies i el 10,4% de la població estaven per davall del llindar de pobresa.

## Poblacions més properes
El següent diagrama mostra les poblacions més properes.